# Spertental
Das Spertental ist ein südliches Seitental des Brixentals in Tirol. Das Spertental wird von der Aschauer Ache durchflossen.

## Lage und Landschaft
Das Spertental hat eine Länge von etwa 8 km. Bei Kirchberg in Tirol (837 m Meereshöhe) vereinigt es sich mit dem Brixental.
Die Landschaft wird von weichen und großartigen Gebirgsformen umrahmt. Die höchsten Gipfel, der Große (2366 m) und Kleine Rettenstein (2216 m), sowie kleinere Erhebungen, bilden eine Schutzwand des Tales.
Am Fuße des Großen Rettensteins entspringt die Aschauer Ache, die Richtung Kirchberg, und, auch unter dem Namen Reither Ache, weiter nach Reith bei Kitzbühel und dann bei St. Johann in Tirol in die Kitzbühler Ache fließt.
Der Hauptort des Tales ist Aschau im Spertental. Das kleine Dorf hat rund 400 Einwohner. Der Weiler besitzt eine eigene Filialkirche (Expositur) zum Heiligen Kreuz Christi (Listeneintrag) sowie eine eigene Schule und ein Gemeindehaus. Außerdem hat der Ort eine eigene Musikkapelle, und die Freiwillige Feuerwehr sorgt für den Brandschutz und die allgemeine Hilfe. Am Taleingang liegt der Hauptort der Gemeinde Kirchberg. Die beiden Orte verbindet die Spertental Landesstraße (L 203).
Bei Aschau zweigt sich das Spertental in den Oberen Grund und Unteren Grund, wobei man von beiden Engpasstälern in den Salzburger Pinzgau bei Neukirchen am Großvenediger (Geigenscharte ins Dürnbachtal) und Hollersbach (Stangenjoch ins Mühlbachtal) gelangt. Dieser Talschluss ist das Landschaftsschutzgebiet Spertental-Rettenstein.